# Parafia Miłosierdzia Bożego i św. Faustyny w Warszawie
Parafia Miłosierdzia Bożego i św. Faustyny w Warszawie – parafia rzymskokatolicka należąca do dekanatu wolskiego, archidiecezji warszawskiej, metropolii warszawskiej Kościoła katolickiego, w Warszawie. Obsługiwana przez księży diecezjalnych.

## Historia
Parafia została erygowana w 1980. 
Kościół wybudowany w XIX wieku, odbudowany po zniszczeniach wojennych, od 2003 znajduje się w rejestrze zabytków.